# La Ribera de les Planes
La Ribera de les Planes – miejscowość w Hiszpanii, w Katalonii, w prowincji Girona, w comarce Alt Empordà, w gminie Cistella.
Według danych INE z 2005 roku miejscowość zamieszkiwało 7 osób.